# Reino de Rapanui
A Ilha de Páscoa era tradicionalmente governada por uma monarquia, chamada de Reino de Rapanui, Rapa Nui ou Reino da Ilha de Páscoa, com um Rei como líder, até sua incorporação ao Chile em 1888.

## História

### Primeiro chefe supremo
Diz-se que o lendário primeiro chefe da Ilha de Páscoa foi Hotu Matuꞌa, cuja chegada foi datada no século IV, VI  ou IX d.C.  A lenda insiste que este homem era o chefe de uma tribo que vivia em Marae Renga. Diz-se que o Marae Renga existiu em um lugar conhecido como "região de Hiva". Alguns livros sugerem que a região de Hiva era uma área nas Ilhas Marquesas, mas hoje acredita-se que a terra ancestral dos habitantes da Ilha de Páscoa estaria localizada na zona intercultural Pitcairn Mangareva. Algumas versões da história afirmam que conflitos internos levaram Hotu Matuꞌa a navegar com sua tribo para novas terras, enquanto outras dizem que um desastre natural (possivelmente um maremoto) fez a tribo fugir. 
Apesar dessas diferenças, as histórias concordam na próxima parte: um sacerdote chamado Haumaka apareceu a Hotu Matuꞌa em seus sonhos uma noite. O padre voou para o mar e descobriu uma ilha, que ele chamou de Te Pito ꞌo te Kāinga ("O Centro da Terra"). Enviando sete batedores, Hotu Matuꞌa abraçou seu sonho e aguardou o retorno de seus batedores. Depois de comer, plantar inhames e descansar, os sete escoteiros voltaram para casa para contar as boas novas. Hotu Matuꞌa levou uma grande tripulação, sua família e tudo o que precisavam para sobreviver na nova terra. Depois, eles remaram uma única canoa enorme de casco duplo até "O Centro da Terra"  e desembarcaram em Anakena, Rapa Nui (Ilha de Páscoa). 

### Tuꞌu ko Iho
De acordo com A Ilha no Fim do Mundo, de Steven Roger Fischer, um certo indivíduo chamado Tuꞌu ko Iho foi cofundador do assentamento na ilha. O livro de Fischer afirma que ele não apenas fez isso, mas uma lenda diz que ele "trouxe as estátuas para a ilha e as fez andar". 

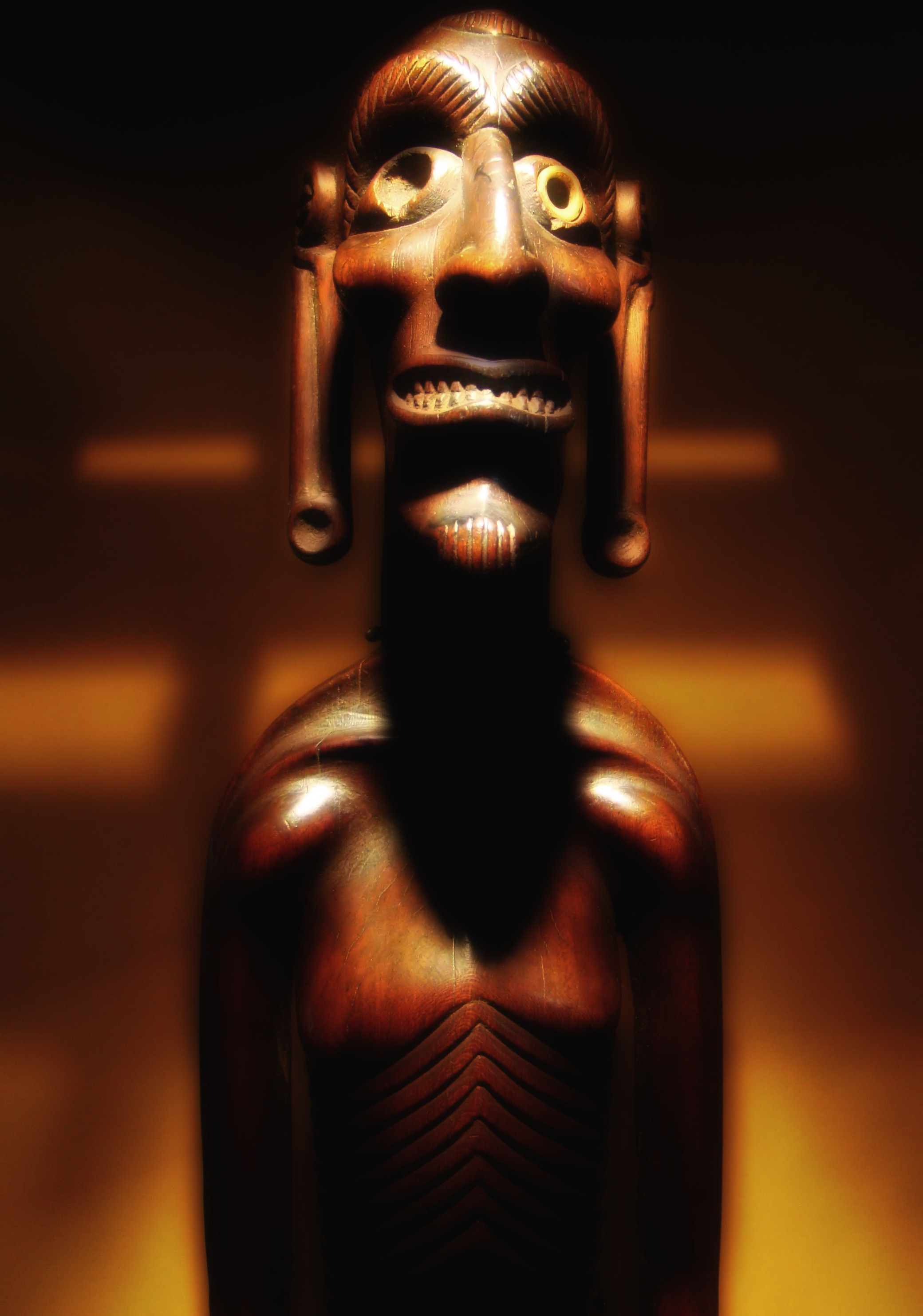
Exemplo de estátuas relacionadas à mitologia de Tuꞌu ko Iho, do Museu Marítimo Nacional Australiano.

### Filhos de Hotu Matuꞌa
Pouco antes da morte de Hotu Matuꞌa, a ilha foi dada aos seus filhos, que formaram oito clãs principais. Além disso, quatro clãs menores e menos importantes foram formados:  
1. Tuꞌu Maheke : o filho primogênito de Hotu. Ele recebeu as terras entre Anakena e Maunga Tea-Tea.
2. Miru : recebeu as terras entre Anakena e Hanga Roa.
3. Marama : recebeu as terras entre Anakena e Rano Raraku. Ter acesso à pedreira de Rano Raraku foi extremamente útil para aqueles que viviam nas terras de Marama. A pedreira logo se tornou a principal fonte de tufo da ilha, usado na construção dos moais (grandes estátuas de pedra). Na verdade, 95% dos moais foram feitos em Rano Raraku. [6]
4. Raa estabeleceu-se a noroeste de Maunga Tea-Tea.
5. Koro Orongo fez um acordo entre Akahanga e Rano Raraku.
6. Hotu Iti recebeu toda a parte oriental da ilha.
7. e 8. Tupahotu e Ngaure ficaram com as partes restantes da ilha. [7]

### Padrões reais em toda a Ilha de Páscoa
Ao longo dos anos, os clãs lentamente se agruparam em dois territórios. Os Ko Tuꞌu Aro eram compostos por clãs no noroeste, enquanto os Hotu Iti viviam principalmente na parte sudeste da ilha. Os Miru são comumente vistos como os verdadeiros herdeiros reais que governaram os clãs Ko Tuꞌu Aro. 
Desde então, os líderes da Ilha de Páscoa têm sido governantes hereditários que reivindicam origem divina e se separam do resto dos ilhéus por meio de tabus. Esses ariki não apenas controlavam as funções religiosas no clã, mas também administravam todo o resto, desde o gerenciamento do suprimento de alimentos até a condução da guerra.  Desde que a Ilha de Páscoa foi dividida em dois superclãs, os governantes da Ilha de Páscoa seguiram um padrão previsível. O povo de Rapa Nui era especialmente competitivo naquela época. Eles geralmente competiam para construir um moai maior que o de seus vizinhos, mas quando isso não resolvia o conflito, as tribos frequentemente entravam em guerra e derrubavam as estátuas umas das outras. 

## Listas de chefes supremos e reis históricos da Ilha de Páscoa
Fontes: Alfred Metraux (1937). «The Kings of Easter Island». Polynesian Society. Journal of the Polynesian Society. 46: 41–62.
- 1. Hotu (A Matua), filho de Matua (c. 400)
- 2. Vakai, sua esposa
- 3. Tuu ma Heke
- 4. Nuku (Inukura?)
- 5. Miru a Tumaheke
- 6. Hata a Miru
- 7. Miru o Hata
- 8. Hiuariru (Hiu a Miru?)
- 9. Aturaugi. As primeiras pontas de lança de obsidiana foram usadas.
- 10. Raa
- 11. Atahega a Miru (descendente de Miru?), c. 600
- ......Hakapuna?
- 17. Ihu an Aturanga (Oihu?)
- ......Ruhoi?
- 20. Tuu Ka(u)nga te Mamaru
- 21. Takahita
- 22. Ouaraa, c. 800
- 23. Koroharua
- 24. Mahuta Ariiki (as primeiras imagens de pedra foram feitas na época de seu filho)
- 25. Atua Ure Rangi
- 26. Atuamata
- 27. Uremata
- 28. Te Riri Tuu Kura
- 29. Korua Rongo
- 30. Tiki Te Hatu
- 31. Tiki Tena
- 32. Uru Kenu, c. 1000
- 33. Te Rurua Tiki Te Hatu
- 34. Nau Ta Mahiki
- 35. Te Rika Tea
- 36. Te Teratera
- 37. Te Ria Kautahito (Hirakau-Tehito?)
- 38. Ko Te Pu I Te Toki
- 39. Kuratahogo
- 40. Ko Te Hiti Rua Nea
- 41. Te Uruaki Kena
- 42. Tu Te Rei Manana, c. 1200
- 43. Ko Te Kura Tahonga
- 44. Taoraha Kaihahanga
- 45. Tukuma(kuma)
- 46. Te Kahui Tuhunga
- 47. Te Tuhunga Hanui
- 48. Te Tuhunga Haroa
- 49. Te Tuhunga "Mare Kapeau"
- 50. Toati Rangi Hahe
- 51. Tangaroa Tatarara (Talvez Tangaiia da Ilha Mangaia?)
- 52. Havini(vini) Koro (ou Hariui Koro), c. 1400
- 53. Puna Hako
- 54. Puna Ate Tuu
- 55. Puna Kai Te Vana
- 56. Te Riri Katea (? – 1485)
- 57. N/A
- 58. N/A
- 59. Haumoana, Tarataki e Tupa Ariki (do Peru), c. 1485
- 60. Mahaki Tapu Vae Iti (Mahiki Tapuakiti)
- 61. Ngau-ka Te Mahaki ou Tuu Koiho (Ko-Tuu-ihu?)
- 62. Anakena
- 63. Hanga Rau
- 64. Marama Ariki, c. 1600
- 65. Riu Tupa Hotu (Nui Tupa Hotu?)
- 66. Toko Te Rangi (Talvez o “Deus” Rongo da Ilha Mangaia?)
- 67. Kao Aroaro (Re Kauu?)
- 68. Mataivi
- 69. Kao Hoto
- 70. Te Ravarava (Terava Rara)
- 71. Tehitehuke
- 72. Te Rahai or Terahai

Os governantes alternativos depois de Terahai: Koroharua, Riki-ka-atea, cujo filho era Hotu Matua, depois Kaimakoi, Tehetu-tara-Kura, Huero, Kaimakoi (ou Raimokaky), finalmente Gaara que é Ngaara na lista principal abaixo.
- 73. Te Huke
- 74. Tuu, de Mata Nui (Ko Tuu?), c. 1770
- 75. Hotu Iti (nascido em Mata Iti). Guerra por volta de 1773.
- 76. Honga
- 77. Te Kena
- 78. Te Tite Anga Henua
- 79. Nga'ara (c. 1835 – pouco antes de 1860), filho de Kai Mako'i
- 80. Maurata (1859 – 1862)
- 81. Kai Mako'i 'Iti (– 1863), filho de Nga'ara, devastação da ilha por traficantes de escravos peruanos no grande ataque escravista peruano de 1862, morreu como escravo (em 1863?)
- 82. Tepito[10]
- 83. Gregorio;[10] i. e. Kerekorio Manu Rangi, Rokoroko He Tau
- 84. Atamu Tekena, assina o Tratado de Anexação, a Ilha de Páscoa é anexada, morreu em agosto de 1892[11]
- 85. Simeon Riro Kāinga, morreu em Valparaíso, Chile em 1899
- 86. Enrique Ika a Tuʻu Hati (1900–1901), não reconhecido[12]
- 87. Moisés Tuʻu Hereveri (1901–1902), não reconhecido.[12]

### Pretendentes modernos
- 2011–2017: Valentino Riroroko Tuki, (coroado em julho, proclamado em 8 de agosto de 2011) [13] neto de Simeon Riro Kāinga.